# Tour de France für Automobile 1979
Die Tour de France für Automobile 1979 wurde als Etappenrennen für Automobile vom 16. bis 20. September in Frankreich ausgetragen. 
Die Tour Auto wurde 1979 auf drei Etappen verkürzt, wobei die Teilnehmer 4000 km zurückzulegen und 41 Sonderprüfungen zu absolvieren hatten. Die Veranstaltung wurde in Nantes gestartet und führte über Roanne und Angoulême nach Nizza.
Im Rennen führte lange Bernard Béguin auf einem Porsche Carrera. Nach dessen Ausfall sicherte sich Bernard Darniche seinen dritten Gesamtsieg. Die Damenwertung gewann Michèle Mouton, die Dritte in der Gesamtwertung wurde. 

## Die ersten sechs der Gesamtwertung
| Pl. | Fahrer              | Copilot                 | Fahrzeug        |
| --- | ------------------- | ----------------------- | --------------- |
| 1   | Bernard Darniche    | Alain Mahé              | Lancia Stratos  |
| 2   | Jean-Claude Andruet | Chantal Lienard         | Fiat 131 Abarth |
| 3   | Michèle Mouton      | Françoise Conconi       | Fiat 131 Abarth |
| 4   | Jean-Louis Clarr    | Jean-François Fauchille | Opel Kadett GTE |
| 5   | Yves Loubet         | René Allemany           | Opel Kadett GTE |
| 6   | Jean-Hugus Hazard   | C. Morel                | Porsche 911     |

## Klassensieger
| Klasse   | Fahrer            | Copilot                 | Fahrzeug        | Platzierung im Gesamtklassement |
| -------- | ----------------- | ----------------------- | --------------- | ------------------------------- |
| Gruppe 4 | Bernard Darniche  | Alain Mahé              | Lancia Stratos  | Gesamtsieg                      |
| Gruppe 3 | Jean-Hugus Hazard | C. Morel                | Porsche 911     | Rang 6                          |
| Gruppe 2 | Yves Loubet       | René Allemany           | Opel Kadett GTE | Rang 5                          |
| Gruppe 1 | Jean-Louis Clarr  | Jean-François Fauchille | Opel Kadett GTE | Rang 4                          |